# Burdž Chalífa
Burdž Chalífa, arabsky برج خليفة – „Chalífova věž“, anglicky Burj Khalifa, je nejvyšší mrakodrap světa, který byl postaven v letech 2004–2010 v městě Dubaj ve Spojených arabských emirátech. Zpočátku byl znám pod názvem Burdž Dubaj (arabsky برج دبي, anglicky Burj Dubai – „Dubajská věž“), ale krátce před jeho zprovozněním dne 4. ledna 2010 oznámil dubajský emír Muhammad bin Rášid Ál Maktúm, že stavba bude pojmenována po prezidentovi Spojených arabských emirátů, vládci sousedního emirátu Abú Zabí, jehož plné jméno zní Chalífa bin Saíd Ál Nahján. Celkové náklady na stavbu činily 1,5 miliard dolarů.

## Průběh výstavby
Hlavním architektem stavby byl Adrian Smith z renomované chicagské firmy Skidmore, Owings and Merrill. Projekt budovy je odvozen od návrhu téže společnosti pro přístavní správu v australském městě Melbourne. Mrakodrap s názvem Grollo Tower však nebyl v Melbourne postaven a projektová dokumentace byla přepracována pro Dubaj.
Developerem celého projektu byla společnost Emaar Properties z emirátu Abú Zabí, na které získal emirát Dubai 32 procentní akciový podíl výměnou za pozemky v hodnotě 28 miliard dirhamů (AED). Na stavbě se podílely americká firma CBM Engineers Inc. a dále mj. stavební společnosti Samsung Constructions, BESIX a Arabtec. Firma OTIS pro budovu dodala 54 výtahů. Na dodávkách výtahů spolupracovala také pardubická firma Pega Hoist. Samotnou stavbu provádělo celkově asi 10 000  pracovníků, mezi nimi byli převážně dělníci z Pákistánu, Indie, Bangladéše, Číny a Filipín.
Mrakodrap se stavěl od 21. září 2004 a ještě před dokončením, a to v dubnu 2008, se stal nejvyšší stavbou světa. V lednu 2009 byla dosažena konečná výška 828 metrů včetně antény. Slavnostní otevření proběhlo 4. ledna 2010. Výtahy vedou až do 189. patra ve výšce 638 metrů. Pro běžné užití slouží 163 pater budovy. Vyhlídková plošina pro návštěvníky zvaná At the Top se nachází ve 124. patře a naskýtá pohled na velkou část města Dubaje s jeho dalšími mrakodrapy a dálnicemi. Celková podlahová plocha má rozlohu 464 511 metrů čtverečních. V celém mrakodrapu se nachází 57 výtahů a 8 eskalátorů.
Zajímavostí je, že během výstavby nebyla konečná výška mrakodrapu dlouho přesně známa, protože byla přísně tajena kvůli konkurenci. Podle předběžných odhadů se předpokládala výška asi 808 metrů se 162 podlažími, což uvádí i samotná stavební firma. Firma OTIS uvádí výšku stavby 800 metrů. Projekty na oficiální stránce budovy naznačovaly až 195 podlaží. Podle některých zdrojů se spekulovalo, že výška mrakodrapu mohla být i více než 940 metrů, dokonce až 1 011 metrů. Budova je součástí rozsáhlého projektu s názvem Downtown Dubai v hodnotě 20 miliard dolarů, zahrnujícího i několik dalších mrakodrapů, obrovské nákupní středisko Dubai Mall a umělé jezero s vodotrysky uprostřed komplexu.

## Rekordy

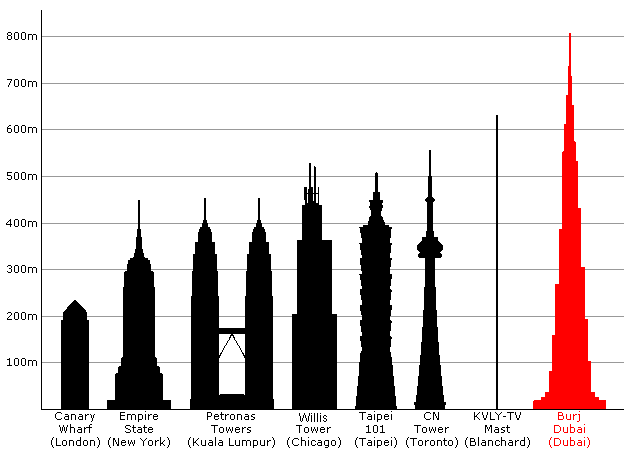
Burdž Chalífa ve srovnání s nejvyššími stavbami světa

V únoru 2007 předstihl skelet budovy mrakodrap Willis Tower i tehdy teprve rozestavěný One World Trade Center jako budovu s největším počtem podlaží na světě. 7. dubna 2008 developerská firma EMAAR Properties oznámila, že Burdž Chalífa je se 160 kompletními podlažími a výškou 629 metru již nejvyšší stavbou světa.
Po dostavění drží Burdž Chalífa kolem 15 prestižních rekordů (mj. nejvyšší nekotvená stavba, nejvyšší obytná stavba, nejvyšší mrakodrap). Pozoruhodná je také kategorie nejvyšší kdy postavené stavby světa (včetně stožárů a jiných struktur), ve které mrakodrap Burdž Chalífa podstatně překonal již neexistující televizní a rozhlasový Vysílač Konstantynow v Polsku, který měl výšku 646,38 m, avšak dne 8. srpna 1991 se zhroutil a již nebyl obnoven. Současně je Burdž Chalífa budovou s největším počtem pater, nejmohutnější výtahovou instalací s výtahy jezdícími maximální rychlostí 10 m/s (tj. 36 km/h – ve srovnání s jinými moderními mrakodrapy průměrná rychlost), nejvyšší betonovou stavbou či stavbou s nejvýše položenou vyhlídkovou plošinou (ve 124. patře), s nejvýše položenou mešitou (ve 158. patře), instalací hliníkové nebo skleněné fasády (do výšky 512 m) či nejvýše položeným bazénem (v 76. patře). Kuriózním rekordem je nejdelší dosud učiněný BASE jump (skok z výšky s padákem – jeden z adrenalinových sportů) z nejvyššího bodu Burdž Chalífy. Je to též první budova, která je zobrazena v Google Maps (Street View) i co se týče chodeb, výhledu z vybraných pater a veřejných prostorů uvnitř budovy.

## Popis a design budovy
Developerem celého projektu je arabská firma Emaar Properties. Budovu projektovalo architektonické studio Skidmore, Owings and Merrill, která spolupracovalo i na projektech Willis Tower v Chicagu, One World Trade Center v New Yorku, Ťin Mao v Šanghaji a mnoha dalších výškových budov. Hlavním architektem byl Adrian Smith. Architekti se inspirovali návrhy Franka Lloyda Wrighta i islámskou architekturou. Strukturálním inženýrem stavby byl William F. Baker.
Členitý půdorys budovy má připomínat rozvinutý květ květiny hymenocallis, která se v Dubaji vyskytuje. Nejvyšší budova světa tak stojí na základu tzv. semene života, což je geometrický útvar, který lze běžně najít v přírodě.
Základová deska má plochu 7000 m², pod ní se nachází 850 pilířů, širokých až 1,5 m a hlubokých až 50 m, celkově bylo na základy spotřebováno 45 000 m³ betonu. Většina kostry budovy je z betonu, vrchní čtvrtina je ocelová. Vnější obklady jsou z vyztuženého skla, speciálně vybraného do extrémních podmínek (vysoké teploty, písečné bouře, silný vítr ve vrchní části budovy). Na návrhu interiéru spolupracoval módní návrhář Giorgio Armani.

## Nasvícení budovy
Budova bývá příležitostně speciálně nasvícena. Spojené arabské emiráty takto vyjadřují gratulaci či solidaritu některým zemím. Stalo se tak např. v roce 2017, kdy budovu překryla projekce britské vlajky na památku obětí teroristického útoku v Manchesteru nebo v roce 2020 barvami Rakouska, které si připomínalo potvrzení své neutrality v roce 1955. 28. října 2020 byla budova nasvícena českou vlajkou u příležitosti vzniku republiky.

## Využití
Využití budovy je smíšené. 37 pater mrakodrapu zabírá Armani Hotel, první svého druhu. Na 63 patrech je celkem 700 luxusních bytů, zbytek budovy patří kancelářím a technologickým prostorům. Vyhlídková plošina pro návštěvníky zvaná At the Top je na 124. patře, vrchol budovy slouží telekomunikacím. Na 78. patře je položen plavecký bazén.

## Kritika stavebních firem od dělníků
Na výstavbě mrakodrapu se podílelo zhruba 10 000 lidí z mnoha zemí. Stavební dělníci však pocházeli převážně z Jižní, popřípadě Jihovýchodní Asie. Ti si opakovaně stěžovali na nízké mzdy a špatné pracovní podmínky. Podle výroků dotázaných pracovníků uvedených anglickým deníkem The Guardian v březnu 2006 si tehdy zkušený tesař vydělal 4,34 britských liber za den a nekvalifikovaný dělník 2,84 britských liber za den. Časté byly také případy pozdní výplaty mezd, někteří zaměstnavatelé také zadržovali pasy svých zaměstnanců až do skončení zaměstnání. Odbory jsou ve Spojených arabských emirátech zatím zakázané. 21. března 2006 vypukly na stavbě nepokoje, když nepřijely autobusy odvážející dělníky na ubytovny. Nespokojení dělníci ničili auta, vybavení kanceláří i stavby. Podle úředníků dubajského ministerstva vnitra způsobili škody za 1 milion US-$ (asi 20 milionů Kč). Další den většina dělníků odmítla nastoupit do práce, ke stávce se připojili i dělníci pracující na rozšíření Mezinárodního letiště Dubaj. Po vyjednávání se v následujícím dni dělníci vrátili do práce.

## Galerie

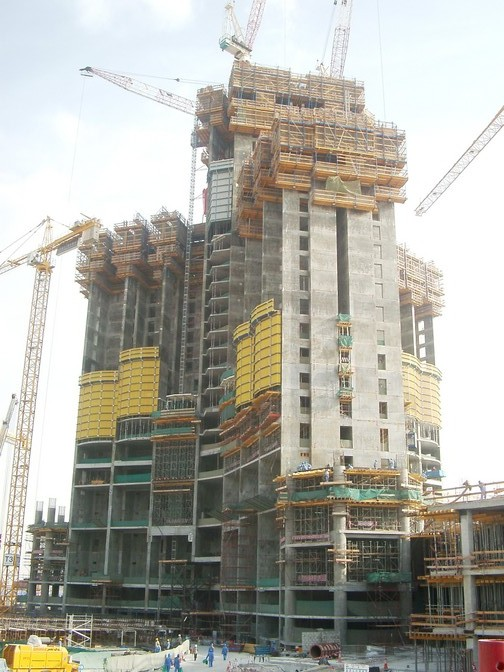
1. únor 2006
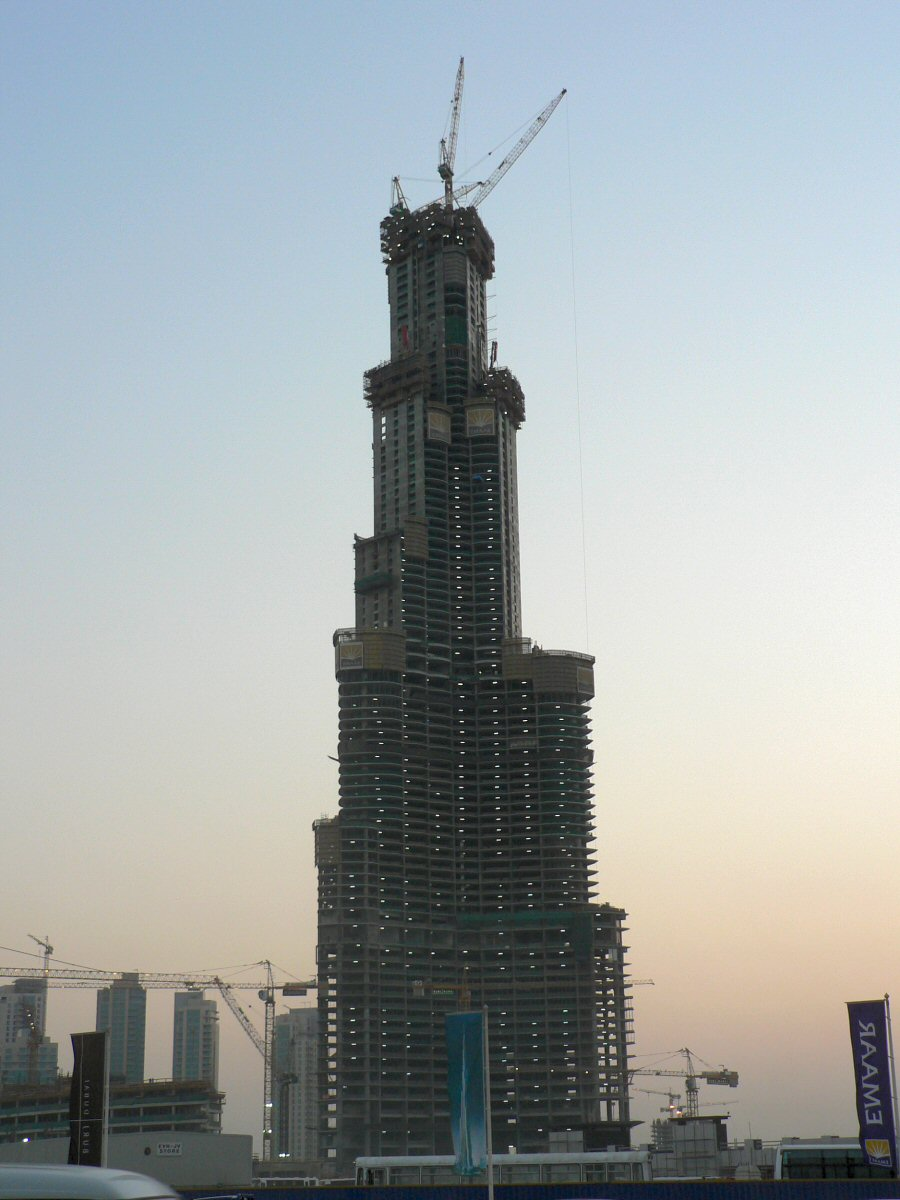
19. listopad 2006
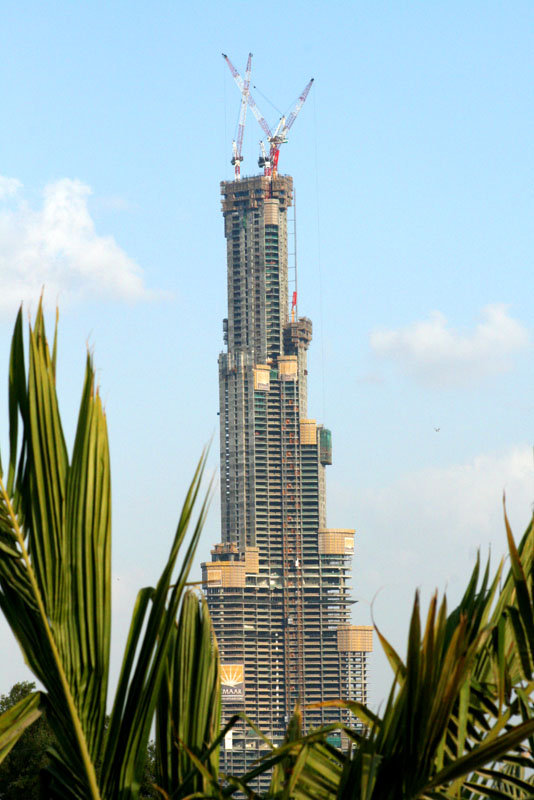
2. leden 2007
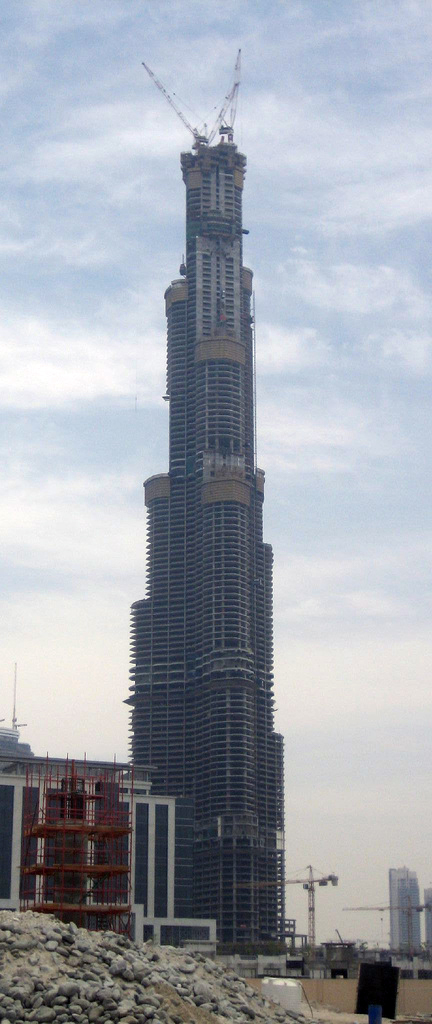
8. května 2007
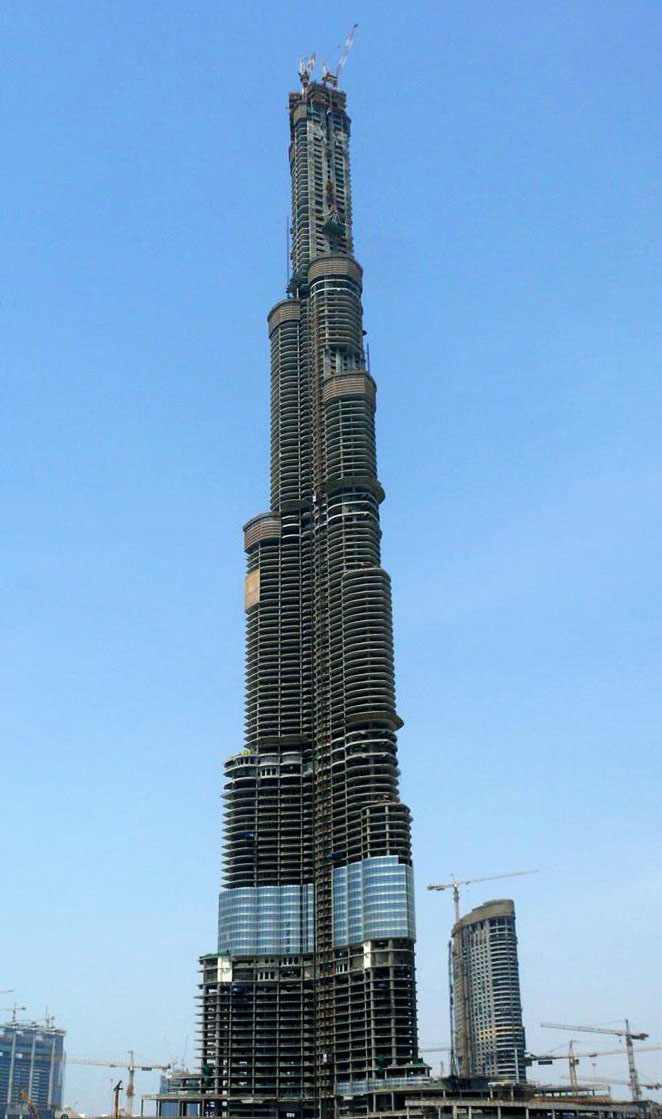
8. září 2007
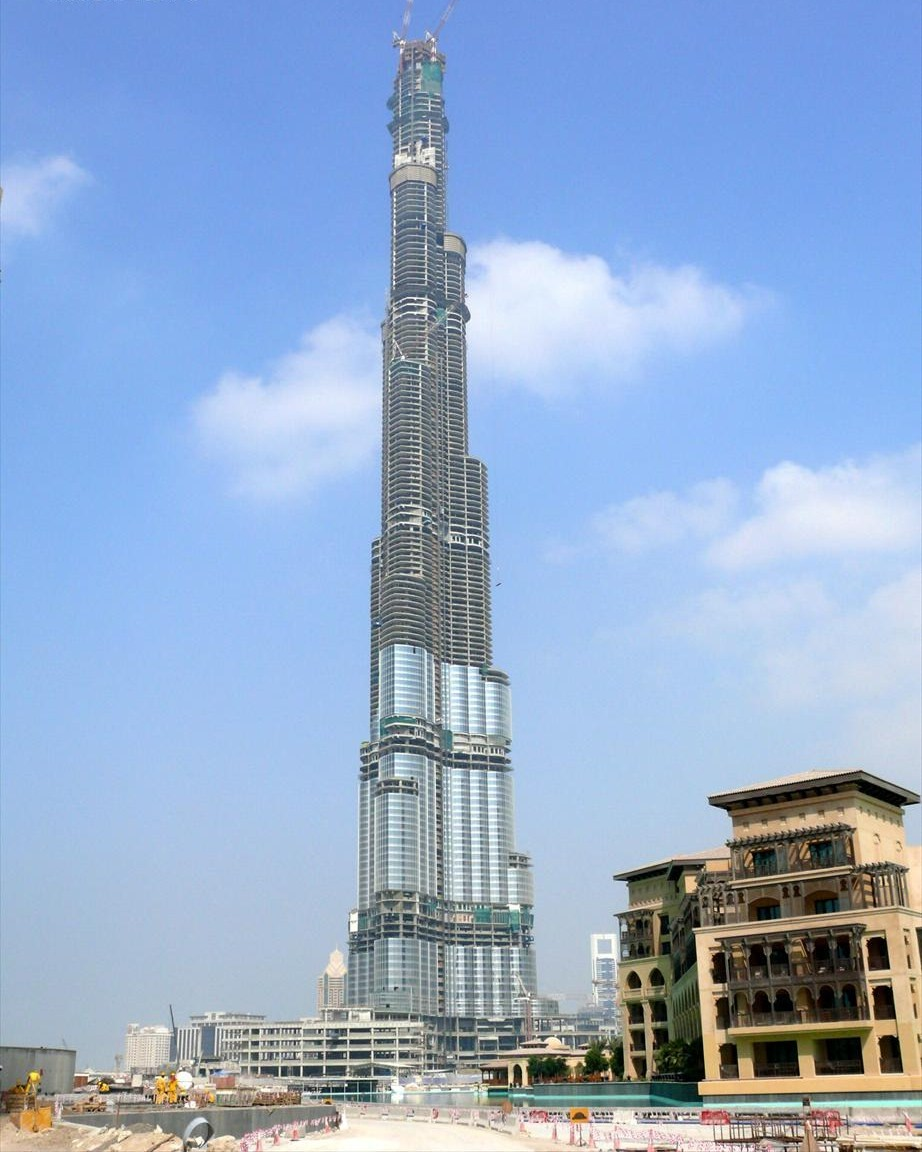
13. listopadu 2007
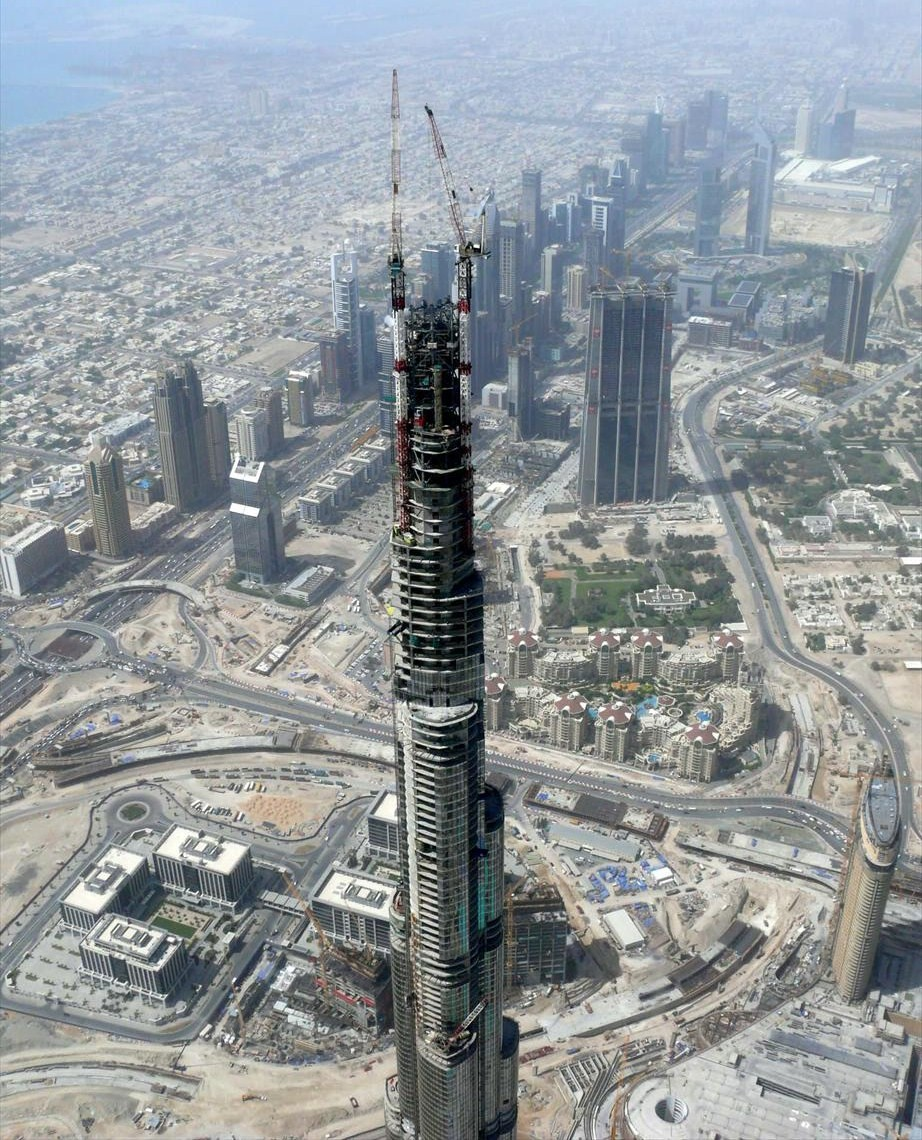
11. března 2008
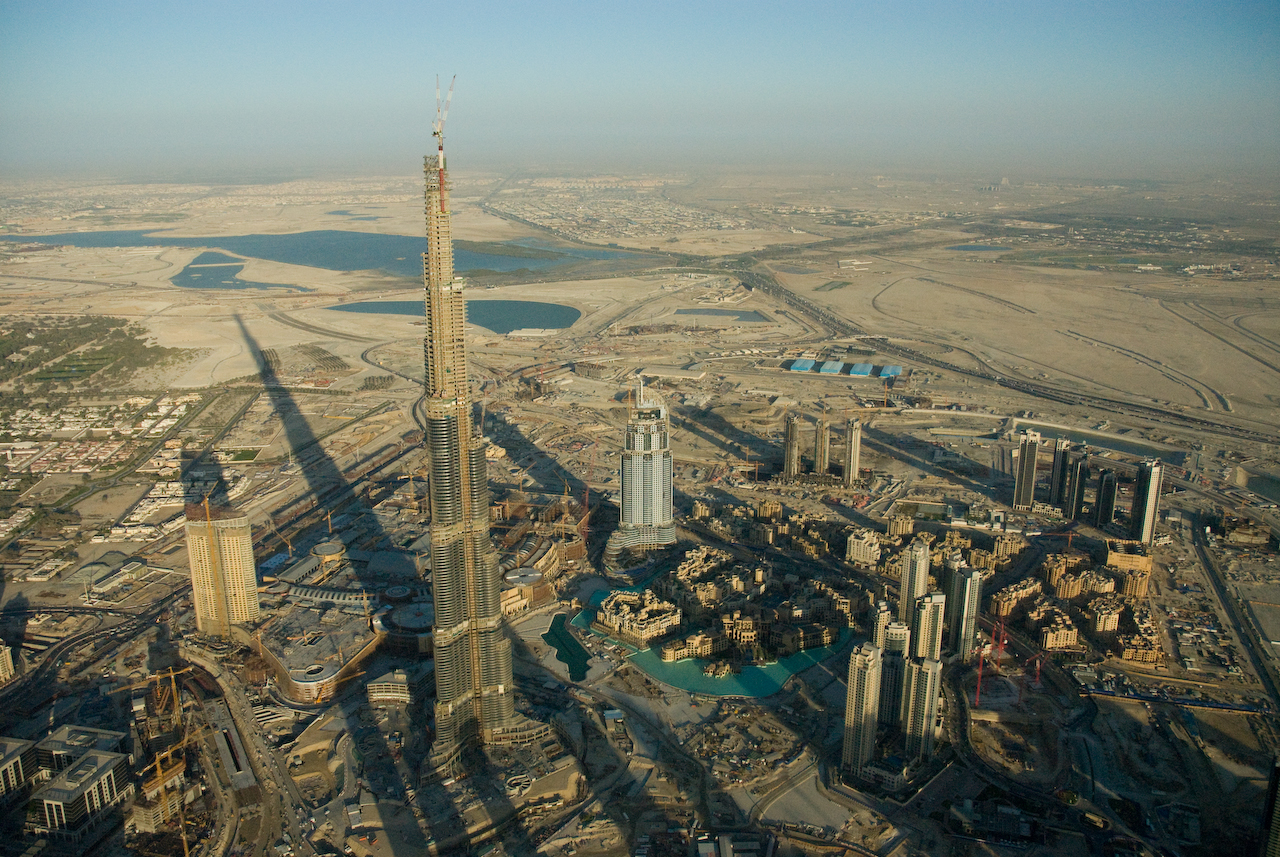
Letecký snímek staveniště – 11. března 2008
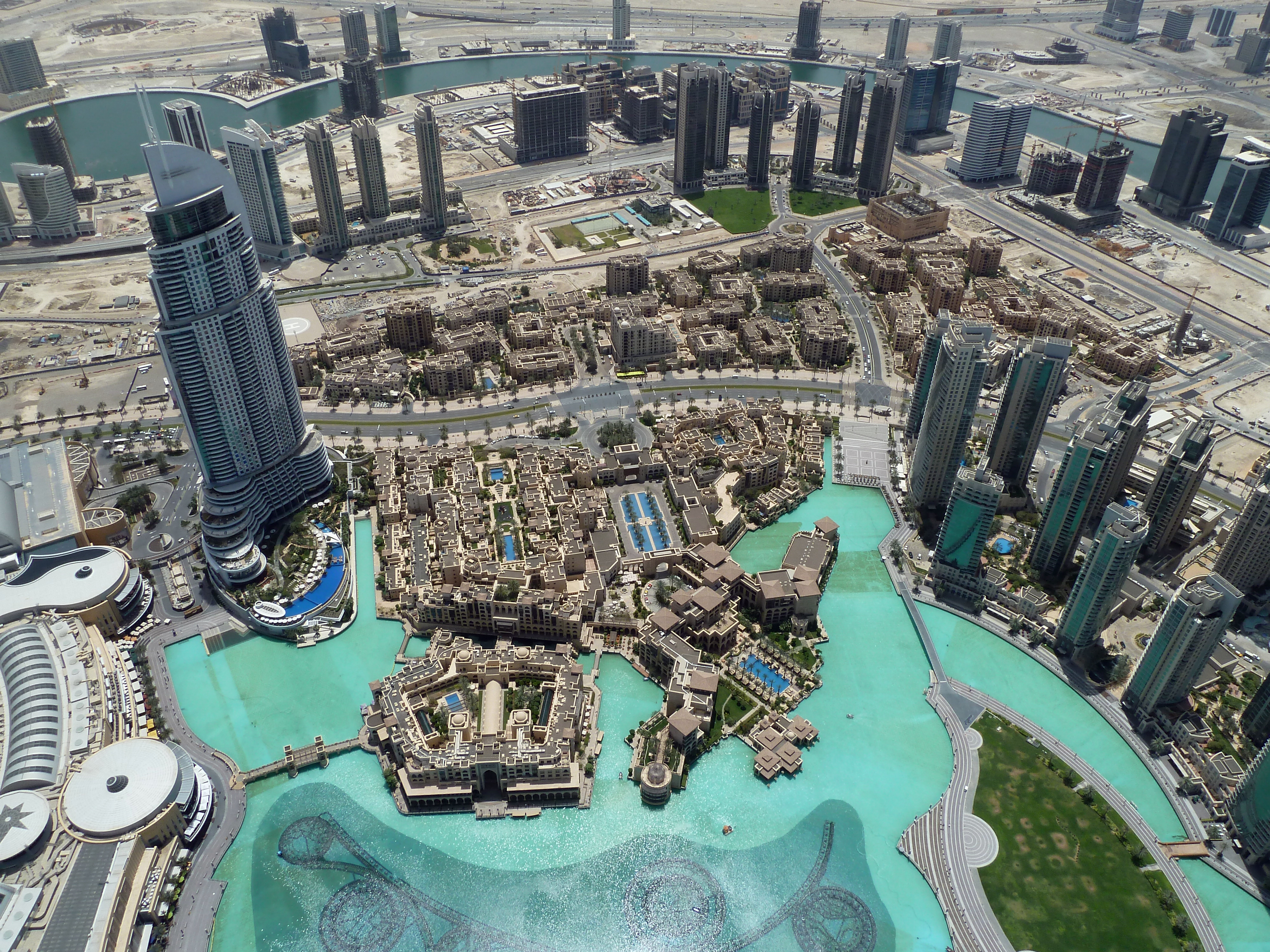
Pohled na fontánu The Dubai Fountain z vyhlídkové plošiny pro návštěvníky ve 124. patře
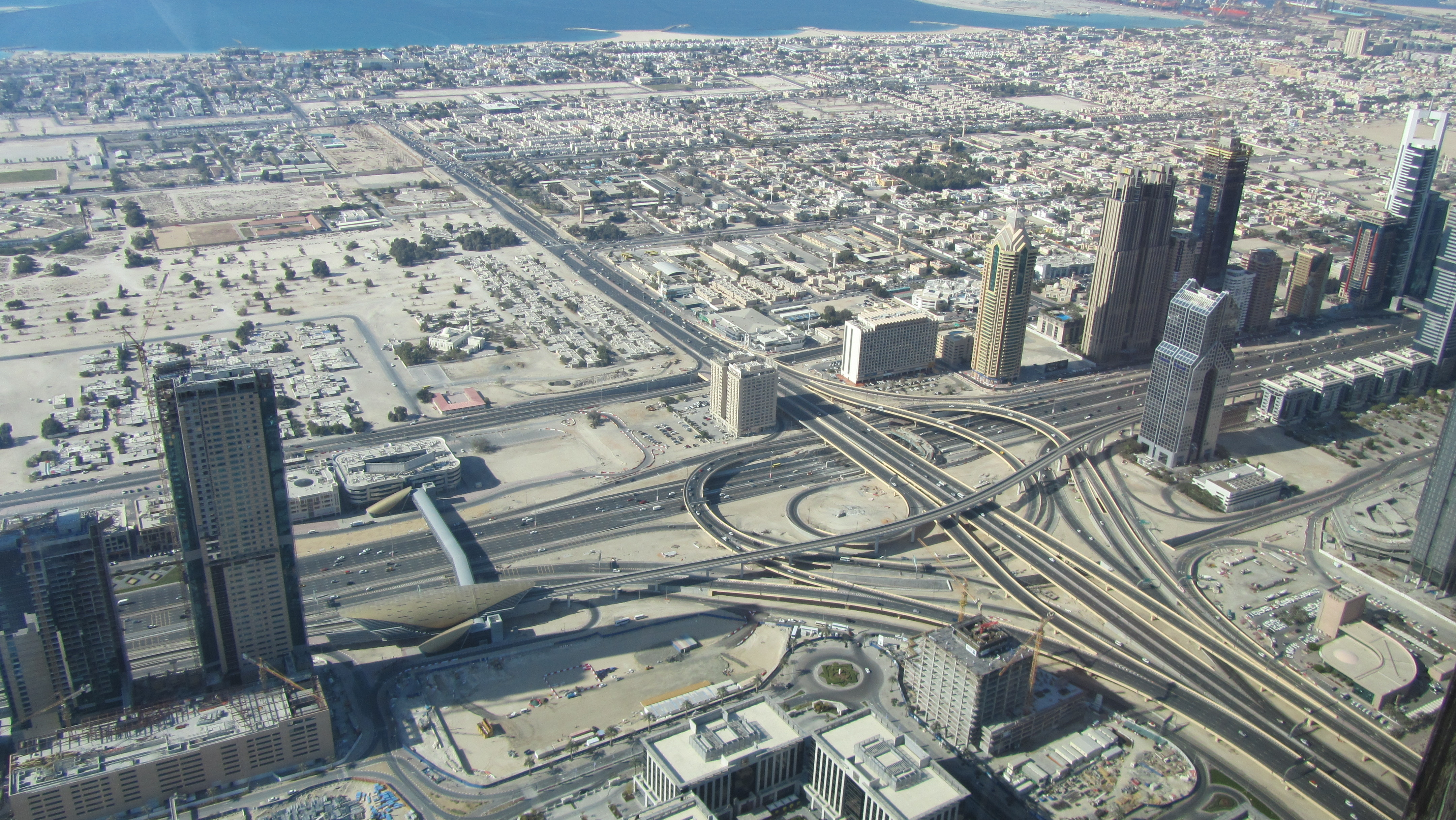
Pohled z vyhlídkové plošiny na městské dálnice
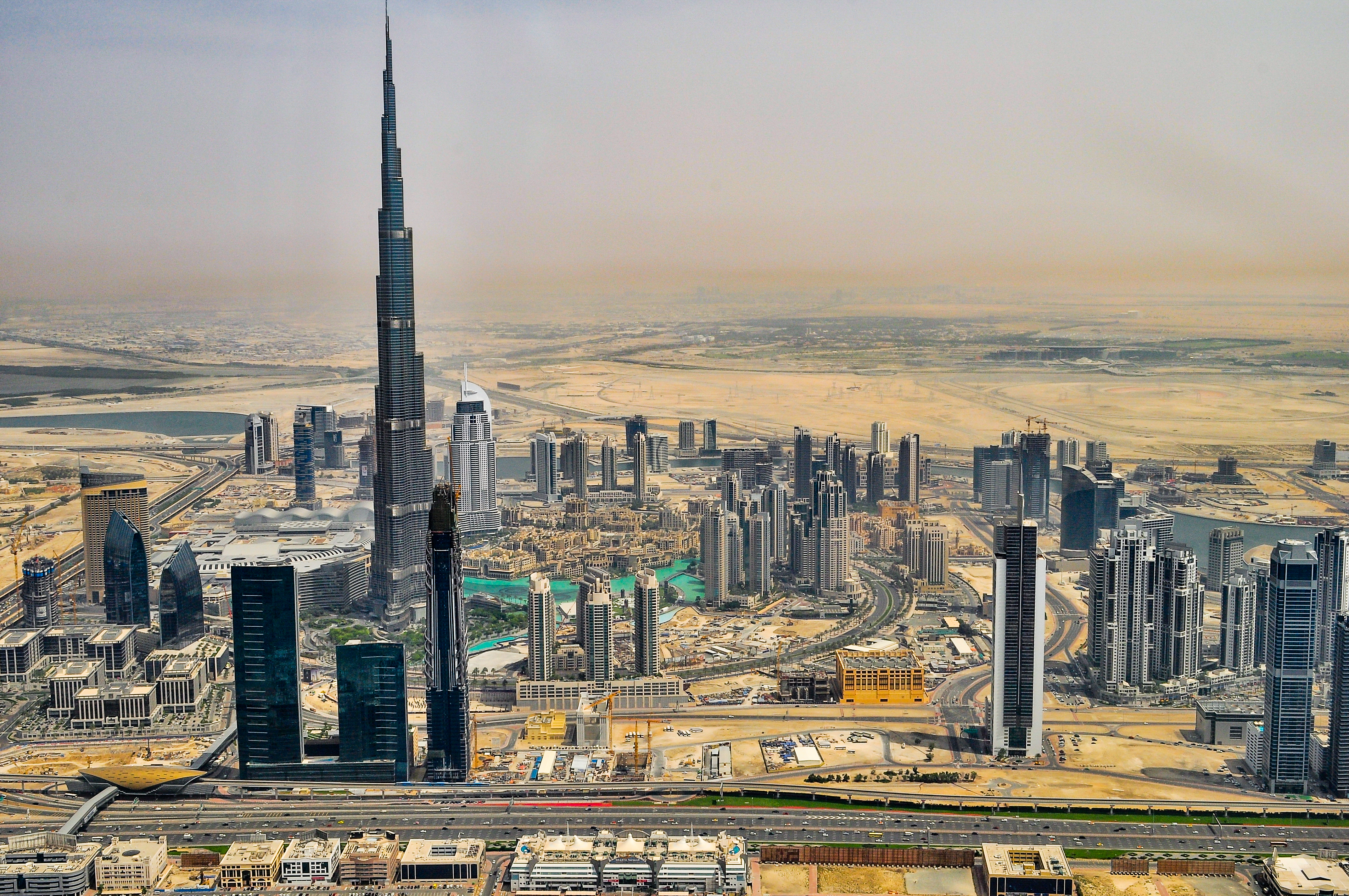
Nepřehlédnutelný Burdž Chalífa
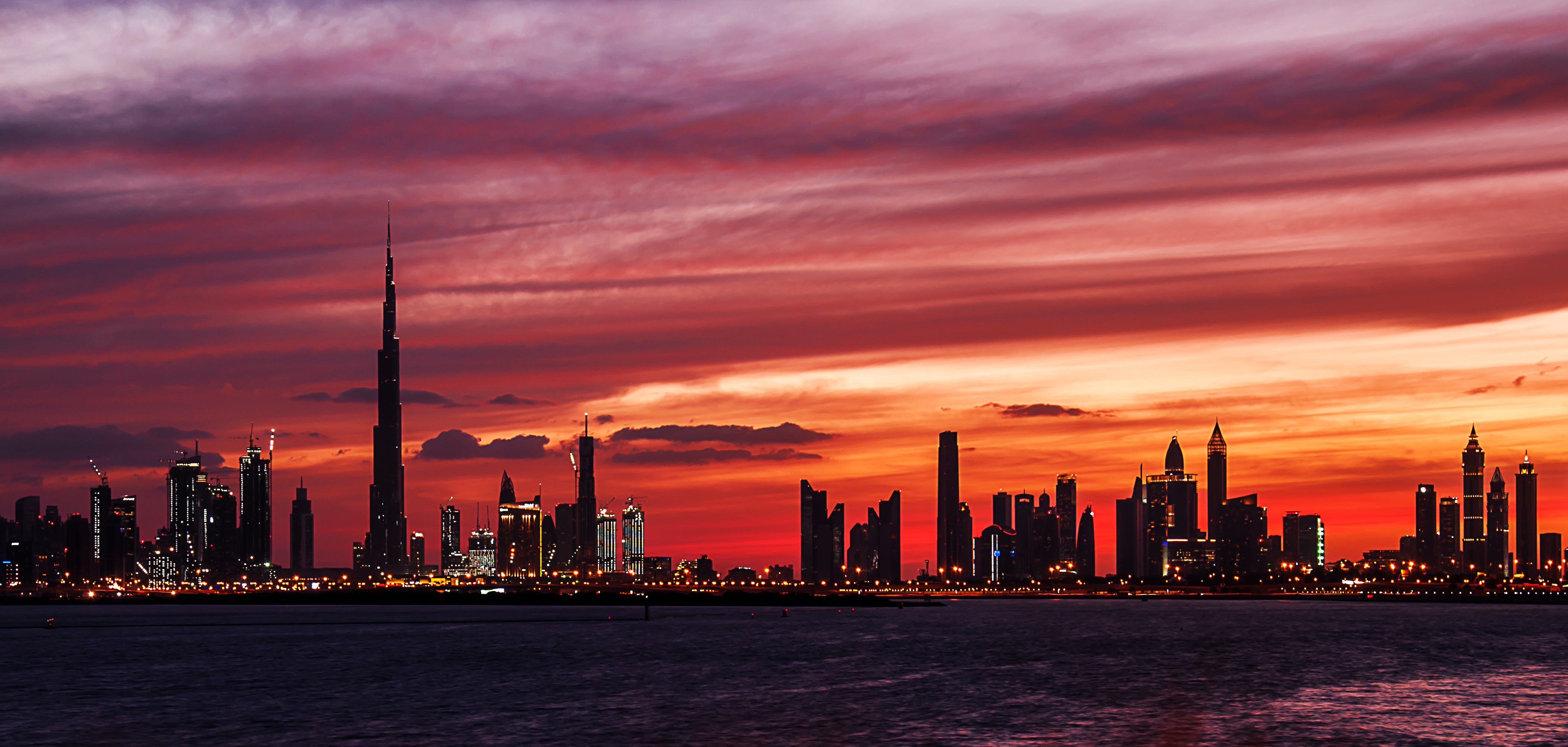
Dubaj při západu slunce